# Theodor Bergmeier
Theodor Bergmeier (* 25. Oktober 1934; † unbekannt) war ein deutscher Fußballspieler. Der Offensivspieler hat von 1956 bis 1961 beim VfL Bochum in der Fußball-Oberliga West 99 Ligaspiele absolviert und 34 Tore erzielt. Die beste Platzierung erreichte er mit dem VfL in der Saison 1958/59 als Bochum den 4. Rang belegte und der Angreifer unter Trainer Herbert Widmayer in 21 Ligaspielen elf Tore erzielte.

## Laufbahn
Theo „Dotze“ Bergmeier spielte mit dem SV Castrop 02 in den Runden 1954/55 und 1955/56 in der Landesliga Westfalen, Gruppe 3, und wechselte nach dem Oberligaaufstieg des VfL Bochum 1955/56 zu den Jungs von der Castroper Straße. Aus Castrop war Alfred Niepieklo bereits 1951 zu Borussia Dortmund und nach „Dotze“ Bergmeier auch Harald Beyer 1959 zu Preußen Münster in die Oberliga West gewechselt.
Bergmeier debütierte am Rundenstarttag, den 18. August 1956, bei einem 0:0-Auswärtsremis gegen ETB Schwarz-Weiß Essen in der Oberliga West. Er spielte im damaligen WM-System auf Halbrechts an der Seite von Mittelstürmer Gerd Hohmann. Beim 4:2-Auswärtserfolg am 2. September 1956 beim FC Schalke 04 erzielte er mit dem zwischenzeitlichen 3:1 seinen ersten Oberligatreffer. Bergmeier, damals 21 Jahre jung und von Beruf Pflasterer – er malochte in der Castroper Bude „Teerbau“ und teerte vor dem Training auch die Straßen Bochums -, war der Typ des Draufgängers. Am Rundenende belegte das Team von Trainer Widmayer den 10. Rang und „Dotze“ Bergmeier hatte in 28 Ligaeinsätzen elf Tore für den VfL erzielt.
In seiner zweiten Oberligasaison, 1957/58, glückte den Blau-Weißen erst am Schlusstag, den 13. April 1958, mit einem 1:1-Heimremis gegen Viktoria Köln in letzter Minute der Klassenerhalt. Der Wuppertaler SV – mit WM-Teilnehmer Horst Szymaniak – hatte zeitgleich beim 1. FC Köln mit 0:2 verloren und stieg mit einem Punkt Rückstand gegenüber Bochum in die 2. Liga West ab. Am 18. Spieltag hatte das Energiebündel mit seinem Treffer zum 1:0 gegen den FC Schalke 04 den VfL zu einem doppelten Punktgewinn verholfen. Am Ende der Runde hatten Hohmann (9 Tore), Bergmeier (8) und vor allem das Laufwunder Erich „Lunge“ Pawlak (7) dafür gesorgt, dass dem VfL noch der Klassenerhalt gelang.
In seinem dritten Oberligajahr, 1958/59, spielten Bergmeier und seine Mannschaftskameraden des VfL Bochum überraschend in der Spitzengruppe mit. Am 15. Spieltag, den 14. Dezember 1958, glückte vor 30.000 Zuschauern ein 2:0-Heimerfolg gegen den Tabellenführer und späteren Westmeister Westfalia Herne. Bergmeier bezwang in der 73. Minute Nationalkeeper Hans Tilkowski zum 2:0 und der VfL nahm mit 19:11 Punkten den 4. Rang ein. Am 26. Spieltag, den 15. März 1959, zeichnete er sich als zweifacher Torschütze beim 4:3-Auswärtserfolg gegen Borussia Dortmund mit Torhüter Heinrich Kwiatkowski aus. Da er auch beim 3:0-Heimsieg in der Hinrunde zwei Tore gegen Kwiatkowski erzielt hatte, könnte seine Erinnerung anlässlich des 150-jährigen Vereinsjubiläums im Kern der Wahrheit entsprechen: „In dem Jahr hatten wir eine Supermannschaft. Da konnten alle mit dem Ball umgehen. Der Kwiatkowski hat fast geheult, wenn der meinen Namen gehört hat.“ Am Rundenende belegte Bochum den 4. Rang und Bergmeier hatte an der Seite von Lothar Geisler, Harry Linka und Heinz Lowin in 21 Ligaspielen elf Tore erzielt.
Unter Widmayer-Nachfolger Fritz Silken stieg Bochum 1960/61 aus der Oberliga West ab und Bergmeier beendete 1962 seine höherklassige Spielerkarriere.